# Rogelio Herrera
Rogelio Herrera es un futbolista chileno. Ascendido al primer equipo de Santiago Wanderers desde de las divisiones inferiores por el técnico Jorge Aravena y presentado como parte del plantel 2009 en la "Noche Verde". Actualmente se encuentra a préstamo en el club San Antonio Unido de la Tercera A chilena.

## Clubes
| Club               | País  | Temporadas |
| ------------------ | ----- | ---------- |
| Santiago Wanderers | Chile | 2009-2010  |
| San Antonio Unido  | Chile | 2011-Act.  |

- Datos: Q6110959